# الرقيب ستابي: بطل أمريكي (فلم)
الرقيب ستابي: بطل أمريكي : Sgt. Stubby: An American Hero) هو فيلم مغامرات أمريكي تم إصداره عام 2018. من إخراج ريتشارد لاني.

## ملخص قصة
كلب تم تقليده بالميداليات في تاريخ العسكرية الأمريكية (الملازم ستابي)، والفرق التي كونها مع نظائره من الكلاب في خنادق الحرب العالمية الأولى. 

## ميزانية والإيرادات
تلقى الفيلم مراجعات إيجابية بشكل عام من النقاد الذين أثنوا عليه بسبب «حساسيته و سحره» ، لكنه فشل في شباك التذاكر حيث حقق 4 ملايين دولار فقط مقابل ميزانيته البالغة 25 مليون دولار.

## الممثلون
| الممثل              | الدور/الوظيفة               |
| ------------------- | --------------------------- |
| لوجان ليرمان        | روبرت كونروي (صوت)          |
| هيلينا بونهام كارتر | مارجريت كونري - أداء صوتي   |
| جيرارد ديبارديو     | جاستون بابتيستي - أداء صوتي |
| جوردان بيل          | صوت أولسين/ صاحب المتجر     |
| جيم فار             | صوت شرودر/ العقيد تاي       |
| جيسون إزيل          | الرقيب. كاسبورن (صوت)       |

## روابط خارجية
- مقالات تستعمل روابط فنية بلا صلة مع ويكي بيانات